# Camanducaia
Camanducaia est une municipalité brésilienne de l'État du Minas Gerais.
Sa population était estimée à 21 074 habitants en 2010, elle s'étend sur 527,572 km2.
Elle fait partie de la Microrégion de Pouso Alegre dans la Mésorégion du Sud et Sud-Ouest du Minas.

## Maires
| Période | Période | Identité              | Étiquette | Qualité |
| ------- | ------- | --------------------- | --------- | ------- |
| 2009    | 2012    | Celio de Faria Santos | PTB       |         |